# Kabelsketal
Kabelsketal es un municipio situado en el distrito de Saale, en el estado federado de Sajonia-Anhalt (Alemania). Tiene una población estimada, a fines de 2023, de 9020 habitantes.